# Cardaminopsis petraea
Espèce
Cardaminopsis petraea est une espèce végétale de la famille des Brassicaceae. Elle est maintenant considérée comme une sous-espèce : Arabidopsis lyrata ssp petraea.